# Världsmästerskapen i nordisk skidsport 1931
Världsmästerskapen i nordisk skidsport 1931 ägde rum i Oberhof i Tyskland mellan den 13 och 15 februari 1931.

## Längdåkning herrar

### 18 kilometer
13 februari 1931
| Medalj | Tävlande                    | Tid     |
| Guld   | Johan Grøttumsbråten, Norge | 1:23.43 |
| Silver | Kristian Hovde, Norge       | 1:24.09 |
| Brons  | Nils Svärd, Sverige         | 1:25.27 |

### 50 kilometer
15 februari 1931
| Medalj | Tävlande                   | Tid     |
| Guld   | Ole Stenen, Norge          | 3:52.09 |
| Silver | Martin Peder Vangli, Norge | 3:52.35 |
| Brons  | Karl Lindberg, Sverige     | 3:55.44 |

## Nordisk kombination, herrar

### Individuellt (backhoppning + 18 kilometer längdskidåkning)
13 februari 1931
| Medalj | Tävlande                    | Poäng  |
| Guld   | Johan Grøttumsbråten, Norge | 439,00 |
| Silver | Sverre Kolterud, Norge      | 419,00 |
| Brons  | Arne Rustadstuen, Norge     | 418,00 |

## Backhoppning, herrar

### Stora backen
13 februari 1931
| Medalj | Tävlande                | Poäng |
| Guld   | Birger Ruud, Norge      | 236,0 |
| Silver | Fritz Kaufmann, Schweiz | 228,8 |
| Brons  | Sven Eriksson, Sverige  | 227,3 |

## Medaljligan
| Pl. | Nation  | Guld | Silver | Brons | Totalt |
| --- | ------- | ---- | ------ | ----- | ------ |
| 1   | Norge   | 4    | 3      | 1     | 8      |
| 2   | Sverige | 0    | 0      | 3     | 3      |
| 3   | Schweiz | 0    | 1      | 0     | 1      |